# Iod-Kaliumiodid-Lösung
Iod-Kaliumiodidlösung (im Laborjargon Iod-Iodkalium, oft synonym mit Lugolscher Lösung gebraucht, auch: Lugol-Lösung, nach Jean Guillaume Lugol) ist eine Lösung von Iod und Kaliumiodid in Wasser, die meistens für die Iodprobe zum Nachweis von Stärke verwendet wurde. Elementares Iod ist in reinem Wasser schwer löslich, was hinderlich ist, wenn man sofort ein Resultat sehen möchte. Die schlechte Löslichkeit in Wasser ist jedoch zu vernachlässigen, wenn die Iod-Lösung einen Tag vor ihrer ersten Verwendung angesetzt wird. Der Hilfsstoff Kaliumiodid (GHS 08) erhöht die Wasserlöslichkeit durch die Bildung wasserlöslicher Oligo- und Polyiodidionen, z. B.:
{\displaystyle {\ce {2I2 + I- <=> I3- + I2 <=> I5-}}}
Daher wurde Iod früher oft gemeinsam mit Kaliumiodid gelöst, was heutzutage eine unnötig hohe GHS-Einstufung zur Folge hat.
Iod ist sehr viel besser in Ethanol löslich, aber manchmal ist Ethanol als Lösungsmittel unerwünscht, weil es entflammbar ist und schnell verdunstet sowie zu unerwünschten Nebenreaktionen führen kann. Ist Iod in Ethanol gelöst, bezeichnet man die Lösung als Iodtinktur. Diese war früher Bestandteil vieler Erste-Hilfe-Ausrüstungen und diente zur Desinfektion von Wunden. In der heutigen Zeit werden aufgrund der verbreiteten Iodunverträglichkeit andere Lösungen zur Wunddesinfektion eingesetzt, z. B. Octenidin und Polyhexanid.

## Anwendungsbereiche
Iod-Kaliumiodid-Lösungen wurden früher für verschiedene Zwecke, etwa in der analytischen Chemie und in der Medizin, verwendet. Beispiele sind:
- zur Gram-Färbung in der Mikrobiologie, in der Regel mit der Lugolschen Lösung (siehe unten)
- zum Chitinnachweis in der Mikroskopie oder in der Lebensmittelchemie
- zum Nachweis von Stärke als sogenannte Iodprobe, meist mit der Lugolschen Lösung (siehe unten)
- zum Nachweis von Alkaloiden mit Bouchardats oder Wagners Reagenz
- als Desinfektionsmittel (siehe oben)
- als Maßlösung in der Iodometrie
- Pathologen verwenden die Lösung, um bei der Autopsie eine Amyloidose (z. B. bei Morbus Alzheimer) nachzuweisen
- Einsatz in Gynäkologie bei der Untersuchung des Gebärmutterhalses (Kolposkopie) auf auffällige Zellen (aufgrund des niedrigeren Stärkegehalts in pathologischen Zellen)[6]
- Einsatz für das sogenannte Plummern bei Schilddrüsenüberfunktion
- zum Nachweis erhöhter Gammaglobuline im Blutserum bei Aleutenkrankheit
- zur Fixierung und Konservierung von Phytoplankton-Proben
- zum Ätzen von Gold[7]

## Lugolsche Lösung
Die Lugolsche Lösung (lateinisch Solutio Lugoli) ist eine Iod-Kaliumiodid-Lösung (von bräunlichroter Farbe und charakteristischem Geruch) mit einem Massenverhältnis von 1:2 von Iod zu Kaliumiodid in Wasser, die auch im Handel angeboten wird. Sie ist nach dem französischen Arzt Jean Guillaume Lugol (1786–1851) benannt, der sie 1835 erfand. Lugolsche Lösungen werden üblicherweise mit einem Iodgehalt von 1 %, 2 % und 5 % hergestellt. Gemäß aktueller GHS-Einstufung erhalten alle diese Lösungen die Einstufung GHS08 „Gesundheitsgefahr“. Da ein Stärkenachweis mit einer geringer konzentrierten Iod-Lösung ebenfalls erfolgreich ist, sind die klassischen Lugolschen Lösungen zum Stärkenachweis obsolet.
Ersatzverfahren: Eine Iodlösung mit einer Konzentration von 0,025 mol/L (ca. 0,635 % Iod) besitzt derzeit keine Einstufung gemäß GHS, kann aber dennoch für einen Stärkenachweis verwendet werden. Gemäß Ersatzstoffprüfung in der Gefährdungsbeurteilung gemäß § 5 Arbeitsschutzgesetz empfiehlt sich daher die Verwendung der geringer konzentrierten Lösung. Ebenso ist die gleichzeitige Verwendung von Kaliumiodid (GHS08) obsolet, da die Anwesenheit von Iodid-Ionen den einzigen Zweck hat, eine bessere Löslichkeit in Wasser zu erzielen. Die schlechte Löslichkeit in Wasser spielt jedoch keine Rolle, wenn das Testreagenz einen Tag vor der ersten Verwendung angesetzt wird.
Am 29. April 1986, drei Tage nach der Atomkatastrophe von Tschernobyl, sprach die polnische Regierung die Empfehlung aus, Lugolsche Lösung zu trinken. Die Aufforderung richtete sich vor allem an Kinder und Jugendliche und diente dem Zweck, eine Anreicherung radioaktiver Iodpartikel in den Schilddrüsen der Kinder zu verhindern, indem diese mit nicht-radioaktivem Iod gesättigt wurden. Die Wirksamkeit dieser Iod-Blockage konnte in Nachuntersuchungen zweifelsfrei bestätigt werden. Während in Polen die Schilddrüsenkrebserkrankungen bei Kindern unverändert blieben, erhöhte sich die Häufigkeit im benachbarten Belarus, wo keine Iod-Blockade durchgeführt worden war, um das 100-Fache. Trotzdem sollte Lugolsche Lösung aufgrund seiner hohen Giftigkeit auf keinen Fall eigenmächtig prophylaktisch und ohne ärztliche Konsultation angewendet werden. Frei verkäufliche Lösungen sind zudem nicht für den Verzehr geeignet. Bei unkontrollierter Einnahme drohen Organversagen, Hypotonie und Kreislaufkollaps.

## Mechanismus des Stärkenachweises
Der Stärkenachweis beruht auf einer charakteristischen und sehr empfindlichen Farbreaktion. Die Polyiodionen können sich in das Innere der spiraligen Stärke-Moleküle einlagern. Entgegen einer früheren Ansicht ist es nicht erforderlich, dass die eingelagerten Iodmoleküle durch Adduktion von Iodidionen eine negative Ladung besitzen. Je nach Stärke-Typ (Stärke aus Kartoffeln, Mais, Weizen, Reis …), industrieller Aufbereitung der Stärkeprodukte und Konzentration der Reaktanden erscheint die Färbung der Iod-Stärke-Einschlussverbindung rötlich, violett, blau oder schwarz. Hierzu lässt sich als Regel aufstellen, dass eine stärkere Verzweigung der Molekülkette eine rötliche Verfärbung verursacht (20–30 Glucose-Einheiten bis zur nächsten Verzweigung) und eine weniger verzweigte Kette (über 45 Einheiten bis zur nächsten Verzweigung) einen blauen Eindruck hervorruft.